# كالانشو بيناتا
كالانشو بيناتا (الاسم العلمي: Kalanchoe pinnata) هو نبات عصاري موطنه مدغشقر. وهو نبات منزلي شائع، وقد توطن في المناطق الاستوائية وشبه الاستوائية. يتميز هذا النوع بكثرة الشتلات الصغيرة التي تتشكل على حواف أوراقه، وهي سمة مشتركة بينه وبين بعض أنواع نبات البريوفيليوم (المُدرج الآن ضمن الكلنكوة).
هو نبات عصاري معمر، يبلغ ارتفاعه حوالي متر واحد، مع سيقان أسطوانية لحمية ونمو صغير ذو لون أحمر، يمكن العثور عليه مزهرًا معظم أيام السنة.

## الوصف
أوراق هذا النوع سميكة، ممتلئة، بيضاوية الشكل، منحنية، ذات حافة مسننة، غالبًا ما تكون حمراء اللون. بسيطة عند قاعدة الساق، وغير ريشية في الأعلى، يتراوح طولها بين 10 و30 سم، مع ثلاثة إلى خمسة أزواج من فصوص الأطراف السميكة.
تتميز الأوراق بقدرتها على إنتاج البصيلات. تظهر على حوافها، بين الأسنان، براعم عرضية تُنتج جذورًا وسيقانًا وأوراقًا. عندما تسقط الشتلات على الأرض، تتجذر وتصبح نبات أكبر. هذه سمة شائعة إلى حد ما في صنف بريوفيليوم. الثمار جرابية (10-15 مم) توجد في الكأس والتويج الدائمين.
النورة الزهرية الطرفية عبارة عن عناقيد زهرية، مع العديد من الزهور المتدلية ذات اللون الأحمر البرتقالي. يتكون الكأس من أنبوب طويل، أحمر عند القاعدة، مع عروق خضراء مصفرة (أو خضراء مرقطة باللون البني المحمر)، مع أربعة فصوص مثلثة صغيرة جدًا في النهاية. تنتهي بتويج أنبوبي، مع انقباض واضح يفصل الجزء شبه الكروي من الجزء البيضوي، بأربعة فصوص يصل طولها إلى 5 سم. لونها مصفر مع خطوط حمراء أرجوانية. الأسدية الثمانية، كل منها طولها حوالي 4 سم، موجودة في دوامتين، ملحومة على التويج. يحتوي المبيض على أربعة كربلات، مندمجة قليلاً معًا في المنتصف، ذات أنماط نحيلة.